# Hermandad del Consuelo (Jerez)

La Hermandad y Cofradía de Nazarenos de Nuestro Señor del Amparo, María Santísima del Consuelo, Santa Ángela de la Cruz y Santa María de la Purísima de la Cruz, es una cofradía de Jerez de la Frontera, la cual procesiona en la tarde del Miércoles Santo. 
Es popularmente conocida como el Consuelo o Consuelo de El Pelirón, debido a que la cofradía pertenece al barrio de El Pelirón.

## Historia
En 1996 se bendice la Virgen, obra del artista jerezano Pedro Ramírez Pazos (al igual que la imagen del Cristo), y entra como Agrupación Parroquial en la Parroquia de las Viñas. Realiza su primera salida procesional en el año 2001, ya modo provisional lo hace María al pie de la Cruz. En el año 2003 se bendice la Imagen del Señor de Amparo. En 2004 es erigida como Hermandad y Cofradía. En 2007 van por primera vez a Catedral y como consecuente, pasa por primera vez por Carrera oficial. En el año 2010 se trasladan a la Capilla del Consuelo. En 2014 el Señor del Amparo procesiona por primera vez, y la Virgen deja su posición provisional al pie de la Cruz y pasa a ocupar su paso de palio.

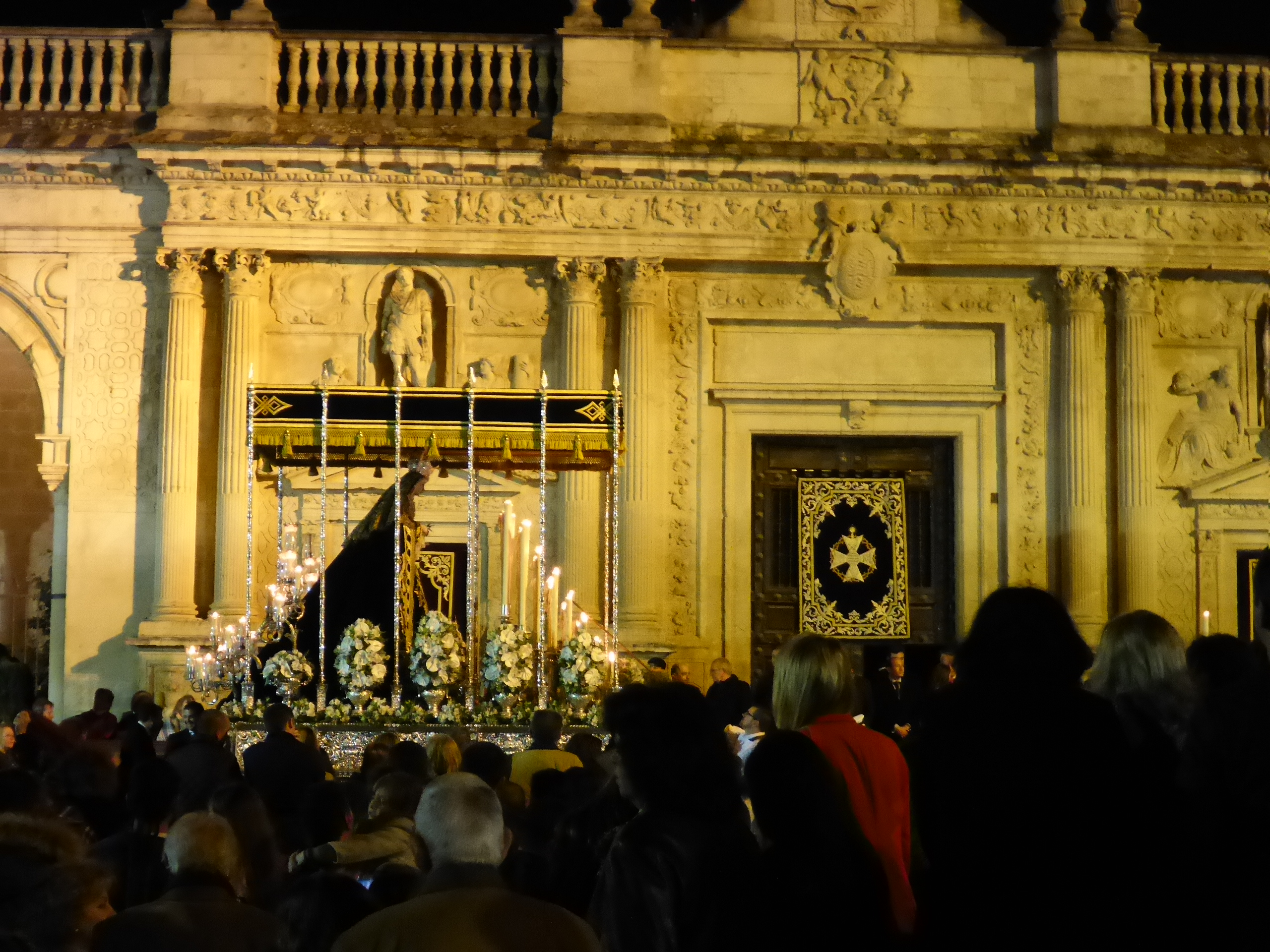
Paso de dolorosa

## Túnica
La túnica, está basada en el hábito de las Hermanas de la Cruz, y se compone de túnica de cola de color crema, antifaz, manguitos y escapulario azul marino, zapatillas de esparto de color negro, y un cíngulo, anudado a la derecha, y con cinco nudos, muy característico de dicha orden.

## Pasos
El paso de misterio representa a Jesús, camino del Monte Calvario con la Cruz al hombro, es una  de las pocas Imágenes de Cristo que aparece llorando en Jerez.
En el segundo de los pasos, María Santísima del Consuelo procesiona sobre un paso de palio, de estilo neoclásico, los varales de dicho paso son los únicos de Jerez que acaban a modo de lanza, tiene unos preciosos respiraderos, obra de Manuel Seco Velasco.

## Sede
Su sede canónica es la Capilla de María Santísima del Consuelo, popularmente conocida como Capilla del Consuelo, en el jerezano barrio de El Pelirón.

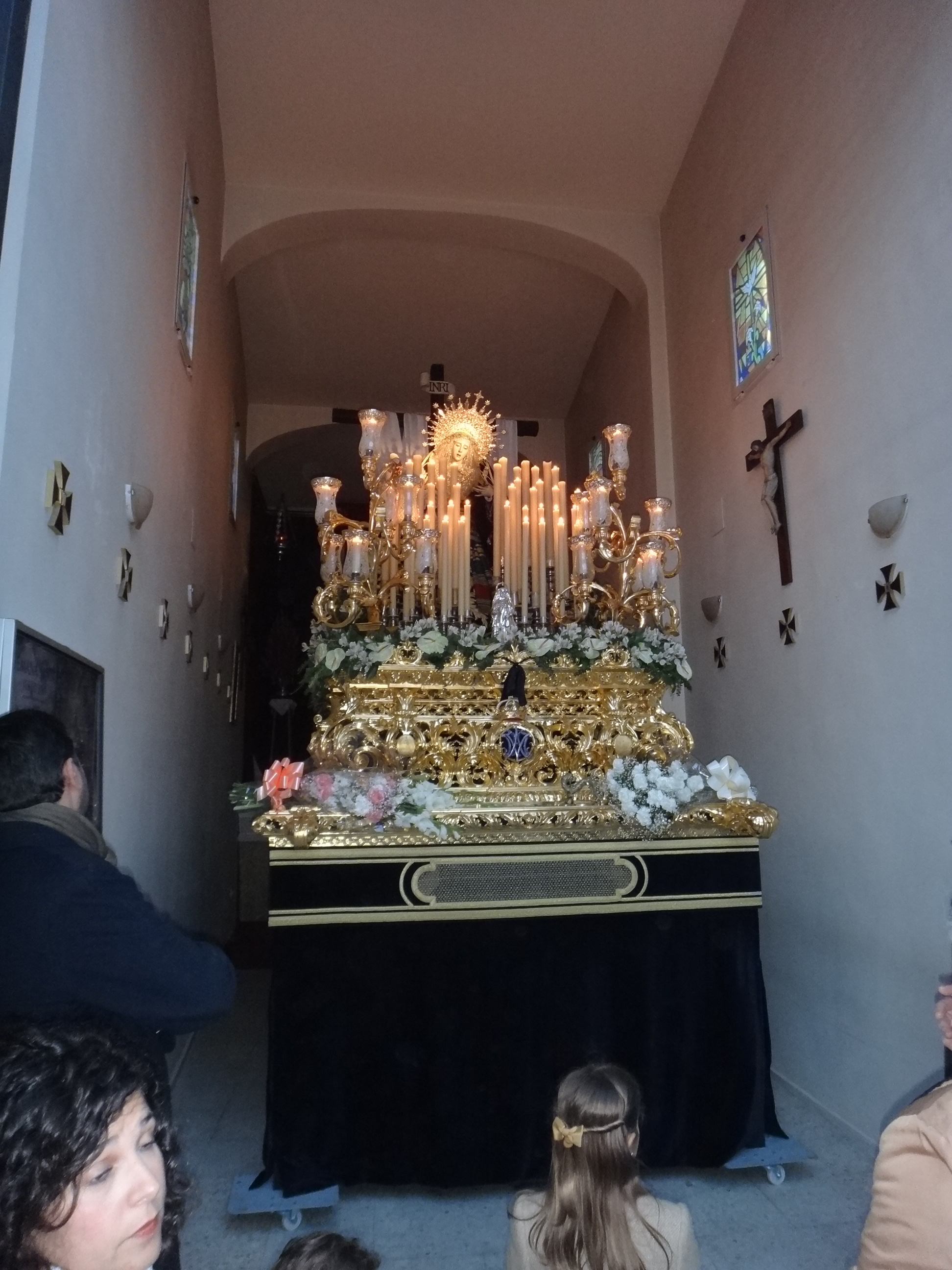
Paso de dolorosa en la Capilla

Se trata de una capilla construida en 2009 por iniciativa de la misma hermandad, la que hasta el año 2009 estuvo en la Parroquia de las Viñas.
Es de estilo moderno, y sencillo; su portada se compone únicamente por una gran puerta, a cada lado de la cual aparecen dos retablos cerámicos, uno con el Señor del Amparo, y otro con la Virgen del Consuelo; sobre la puerta un ojo de buey con vidriera, todo ello coronado por una cruz. En un futuro está proyectada la construcción de una espadaña.
Ya en el interior encontramos en las paredes vidrieras y las estaciones del Viacrucis. A un lateral, Santa Ángela de la Cruz y Santa María de la Purísima de la Cruz, en el altar mayor, el Señor, la Virgen y en el centro una representación del Espíritu Santo, a los pies de éste el Sagrario.

## Paso por Carrera Oficial
| Predecesor: Soberano Poder | Orden de entrada en Carrera Oficial (Miércoles Santo) 2.º lugar | Sucesor: Santa Marta |